# Benoitodes caheni
Benoitodes caheni es una especie de Arachnida del género Benoitodes, de la familia Gnaphosidae, del orden Araneae.

## Distribución
Benoitodes caheni es una especie que es endémica de la Isla Santa Elena, restringido a la Llanura de la Bahía Próspera en el extremo este de la isla.

## Taxonomía
Fue descrita científicamente por Pierre L. G. Benoit en 1977. 
Tratamiento taxonómico
La especie aparece registrada y publicada en Annales, Musée Royal De l’Afrique Centrale, Sciences Zoologiques (Zool.-Ser. 8°), volumen 220, páginas 52 a 62 (1977).

## Conservación
Después de su descubrimiento en 1965, la especie no ha sido encontrada en estudios de invertebrados en la propia llanura en 2003, 2005-6 y 2014. La eliminación de rocas superficiales probablemente haya afectado negativamente a la especie junto con la construcción de un nuevo aeropuerto a lo largo del borde oriental de su presunta área de distribución. Este impacto negativo hace que la especie se considere en peligro crítico de extinción.